# カマウ岬
- ベトナム > カマウ省 > ゴクヒエン県 > ダットムイ社 > カマウ岬

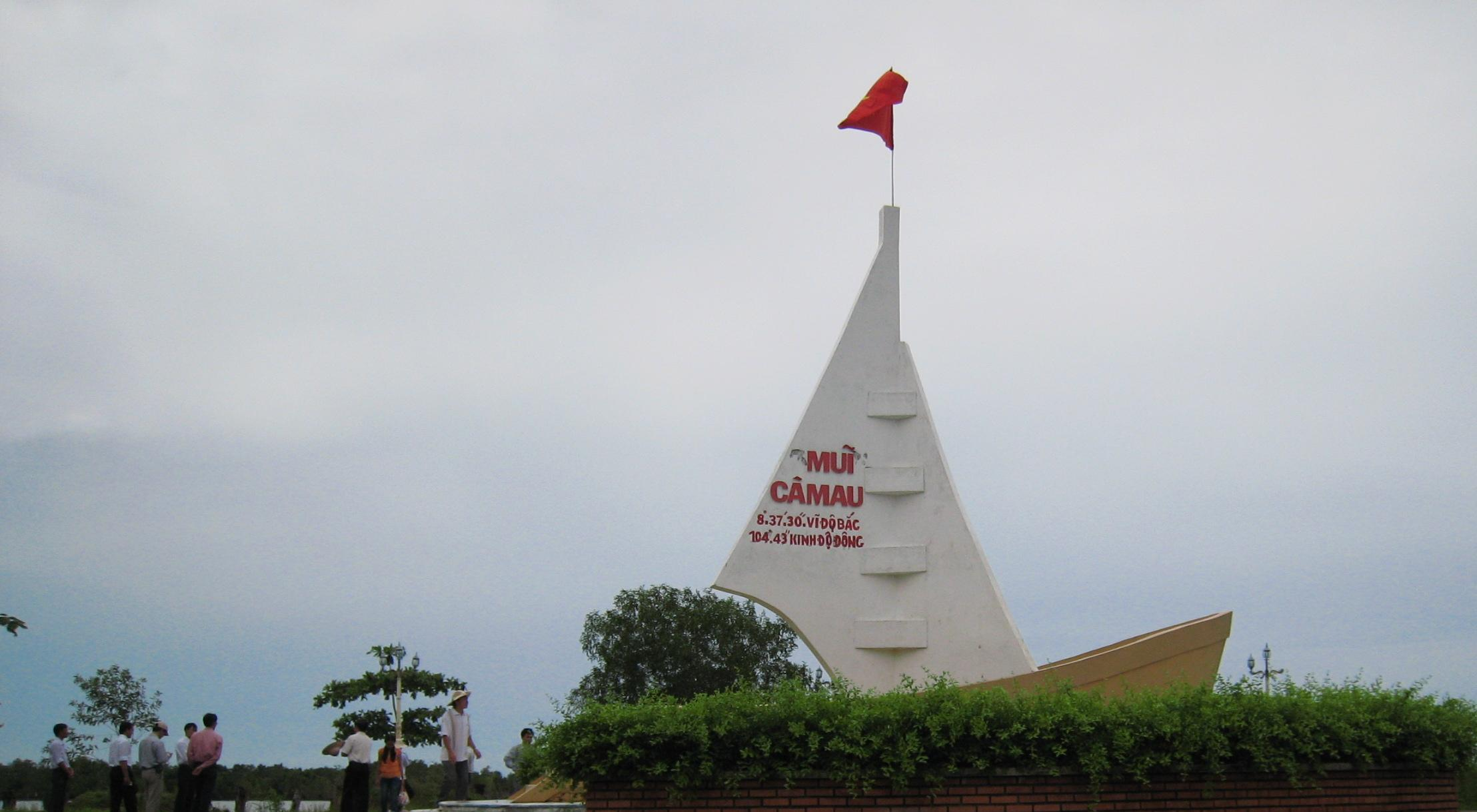
カマウ岬の石碑

カマウ岬（ベトナム語: Mũi Cà Mau / 㙁哥毛）、別名バイブン岬（Mũi Bãi Bùng）は、ベトナムカマウ省ゴクヒエン県ダットムイ社にある岬である。カンボジア国境近くのカマウ半島最南端に位置しており、カマウから南西に100キロ離れているベトナム最南端の地でもある。ベトナムで東から朝日を、西から夕日を眺めることができるのはここカマウ岬のみである。岬周辺にはベトナム戦争時に存在していた古い村があり、観光客は戦争を知るために村々を訪問することができる。

## 歴史
カマウ岬は17世紀末と18世紀初頭に形成された。キン族、ホア族、クメール族の三民族が共存しているこの地域では、人々にとってカマウ岬は聖地のような場所であった。ベトナム戦争時、カマウ岬周辺は南ベトナム解放民族戦線とアメリカ合衆国との激しい戦闘が繰り広げられた場所であり、解放戦線の補給路を断つために米軍が大量の枯葉剤を散布した地域である。植生は回復したとはいえ、散布された枯葉剤は、何世代にもわたって被害者を生み出している。

## 自然
カマウ岬は南シナ海とタイランド湾を分ける岬で、周囲には湿地が広がるため平均標高が低い。
カマウ岬はカマウ岬国立公園に指定されており、ベトナムの中で多様なマングローブ熱帯林の生態系がある地域の一つで、カユプテ、アワダンモドキなどの特徴的かつ多様な植物が自生している。これは完全な自然の生態系を形成しており、さらに環境の保護や、海岸の浸食を抑える役割を果たしている。一帯のマングローブと干潟は水鳥の中継地と越冬地であり、コイヌガオフルーツコウモリ、カニクイザル、コハゲコウ、インドトキコウ、ホシバシペリカンや絶滅危惧種のバタグールガメ、スマトラカワウソ、クロツラヘラサギなどの動物が生息している。2009年にユネスコの生物圏保護区に、2013年にラムサール条約に登録された。

## 交通
カマウ岬は国道1A号線の終点で、GPS 電子基準点 0001（Mốc tọa độ GPS 0001）が設置されている。